# SN 185
SN 185 era una supernova que va fer-se visible l'any 185, a prop de la direcció de l'alfa del Centaure entre les constel·lacions del Compàs i el Centaure. Va ser observada pels astrònoms xinesos en el Llibre de Han Posterior, i pot haver quedat registrada en la literatura romana. Va romandre visible en el cel nocturn durant vuit mesos. Es creu que és la primera supernova registrada per la humanitat.
Se sospita que RCW 86 és el romanent de supernova d'aquest esdeveniment. La distància a aquest objecte s'estima en 1 kpc. Estudis amb rajos X mostren una edat com l'esperada.